# Erich von dem Bach-Zelewski

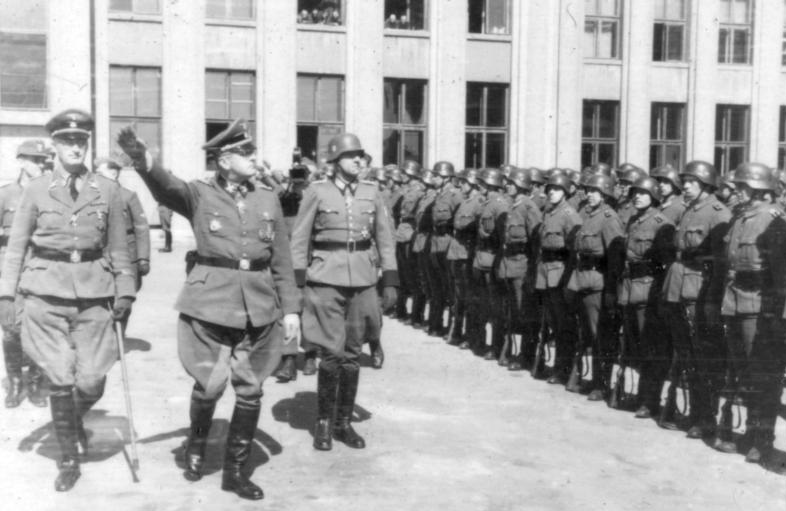
Erich von dem Bach-Zelewski (med höjd högerarm) inspekterar Ordnungspolizei i Minsk år 1943. Längst till vänster Curt von Gottberg.

Erich Julius Eberhard von dem Bach-Zelewski, ursprungligen von Zelewski, född 1 mars 1899 i Lauenburg, död 8 mars 1972 i München, var en tysk SS-Obergruppenführer och general i Waffen-SS och polisen. Han är bland annat känd för att ha lett hanteringen av upproret i Warszawa 1944.
Under andra världskriget var von dem Bach-Zelewski Högre SS- och polischef (HSSPF) i det av Tyskland ockuperade centrala Ryssland. I denna egenskap ledde han partisanbekämpningen i området och beordrade massavrättningar av ryska civilpersoner, i synnerhet judar.
Efter andra världskriget utgjorde von dem Bach-Zelewski åklagarvittne vid Nürnbergprocessen för att själv slippa åtal för krigsförbrytelser. Hans vittnesmål räddade honom även från att bli utlämnad till Polen eller Sovjetunionen.

## Biografi
Erich von dem Bach-Zelewski var son till Otto Jan Józefat von Zelewski (död 1911) och Elżbieta Ewelina Szymańska (död 1935). I slutet av 1933 lade han lagligen till "von dem Bach" till sitt efternamn. År 1941 tog han officiellt bort "Zelewski" på grund av dess polska klang och blev känd som Erich von dem Bach. Han var av kasjubisk lågadlig härkomst, men några polska biografer hävdar polsk stamtavla.
von dem Bach-Zalewski hade aristokratisk härstamning men anger själv att han växte upp i fattigdom. Fadern innehade olika arbeten, bland annat inom försäkringsbranschen. Vid första världskrigets utbrott 1914 anmälde sig von dem Bach-Zelewski som frivillig i preussiska armén. Han blev sårad i huvudet och under krigets sista år blev han gasförgiftad och drabbades av tarmförlamning, vilket kom att ha en bestående effekt på hans hälsa.
Efter kriget förblev von dem Bach-Zelewski knuten till Reichswehr och deltog i kväsandet av det schlesiska upproret; Schlesien ville lösgöra sig från Tyskland och inlemmas i andra polska republiken, som hade skapats 1918. Två av hans systrar gifte sig med judiska män och von dem Bach-Zelewski lämnade då armén. Han ansåg att situationen var ohållbar, då antisemitismen var utbredd inom armén. År 1924 gick han med i Grenzschutz, tyska gränsvakten, och arbetade därtill inom ett företag inom lantbruksnäringen.

### Medlem i NSDAP och SS
von dem Bach-Zelewski inträdde i NSDAP 1930 och i SS året därpå. Han steg snabbt i graderna och redan 1933 befordrades han till Brigadeführer, den lägsta generalsgraden. von dem Bach-Zelewski tilldelades 1934 Hederskorset, en medalj för veteraner i första världskriget. Samma år befordrades han till Gruppenführer och blev SS-chef i Ostpreussen. Bland hans uppgifter var att ansvara för utbildningen av SS:s kavalleri. Han kom i bitter konflikt med en av sina stabsofficerare, Anton von Hohberg und Buchwald, vilken han under de långa knivarnas natt lät mörda.
I juni 1938 utsåg Himmler von dem Bach-Zelewski till Högre SS- och polischef (HSSPF) i området Südost, vilket utgjordes av Oberschlesien. Alla HSSPF utsågs av Himmler och svarade direkt inför honom.

### Andra världskriget
Den 1 september 1939 anföll Tyskland Polen och andra världskriget var ett faktum. Under det polska fälttåget sköt enheter under von dem Bach-Zelewskis befäl ihjäl polska krigsfångar. Heinrich Himmler utsågs den 7 oktober 1939 av Hitler till Rikskommissarie för stärkandet av det tyska folket. En månad senare erbjöd han von dem Bach-Zelewski att bli hans representant i Schlesien. von dem Bach-Zelewskis uppgifter bestod i att organisera omfattande förflyttningar av polska civilpersoner och konfiskering av privat egendom.
Efter Tysklands angrepp på Sovjetunionen, Operation Barbarossa, den 22 juni 1941 utnämndes Bach-Zelewski till Högre SS- och polischef (HSSPF) i centrala Ryssland. Bach-Zelewski, som inrättade sitt högkvarter i Mogiljev, hade till huvuduppgift att leda partisanbekämpningen (tyska Bandenbekämpfung) i det område som behärskades av Armégrupp Mitte. Han organiserade även massarkebuseringar av judiska män, kvinnor och barn. Den 15 augusti 1941 besökte Himmler Minsk för att bland annat bevittna en massavrättning av ryska civilpersoner. Efter avrättningen klagade Bach-Zelewski till Himmler:
| ”                                                   | Reichsführer, det var bara ett hundra... Se på ögonen hos männen i detta kommando hur djupt skakade de är! De här männen är märkta för resten av livet. Vilken sorts anhängare är det vi utbildar här? Antingen neurotiker eller vildar! | „ |
| – Erich von dem Bach-Zelewski, den 15 augusti 1941. | |   |

I mars 1942 drabbades von dem Bach-Zelewski av ett fysiskt och psykiskt sammanbrott och lades in på SS-sjukhuset i Hohenlychen. Han beskrev att han bland annat upplevde hallucinationer av de judar som hade skjutits ihjäl. Riksläkare Ernst-Robert Grawitz undersökte honom och meddelade Himmler att patienten skulle lida av depressionssymtom under lång tid. von dem Bach-Zelewski ville dock försäkra Himmler om att han var vital och att han som "gammal kämpe" vägrade att låta sig knäckas av fysiska eller psykiska symtom.
Den 12 juli 1943 fick von dem Bach-Zelewski i uppdrag att leda all partisanbekämpning i Belgien, Nederländerna, Frankrike, Norge, Generalguvernementet, Jugoslavien, Ukraina, Vitryssland samt delar av området kring Białystok. I praktiken kom han endast att leda antipartisan-aktioner i Vitryssland och delar av Ryssland.
År 1944 kommenderade han de tyska trupper som kväste Warszawaupproret 1944. För detta erhöll han den 30 september 1944 Riddarkorset av Järnkorset.

### Vittne vid Nürnbergprocessen
I andra världskrigets slutskede gick von dem Bach-Zelewski under jorden, men han greps av amerikansk militärpolis i augusti 1945. I utbyte mot att vittna för åklagarsiden vid Nürnbergprocessen slapp han åtal för krigsförbrytelser och brott mot mänskligheten. Han undslapp även utlämning till Polen eller Sovjetunionen.
Den 7 januari 1946 förhördes von dem Bach-Zelewski inför rätten av bland annat den amerikanske åklagaren Telford Taylor och Otto Stahmer, Hermann Görings försvarsadvokat. Han fördömde Himmler och flera andra högt upp satta kolleger inom SS. von dem Bach-Zelewski släpptes 1949, men dömdes 1951 av en tysk avnazifieringsdomstol till 10 års straffarbete, vilket i praktiken innebar husarrest. År 1961 åtalades von dem Bach-Zelewski för sin delaktighet i morden under de långa knivarnas natt och dömdes till fyra och ett halvt års fängelse. Året därpå dömdes han till livstids fängelse för mord på sex kommunister 1933. Han avled i fängelset i Harlaching i München i mars 1972.

## Samtal med Goldensohn
Den amerikanske psykiatern Leon Goldensohn (1911–1961) utsågs till fängelsepsykiater i Nürnberg efter andra världskrigets slut. Från januari till juli 1946 övervakade han den psykiska hälsan hos de 21 män som stod åtalade inför den internationella militärtribunalen. Han noterade även deras kroppsliga besvär. Goldensohn intervjuade även några av åklagarsidans och försvarets vittnen. I februari 1946 intervjuade han von dem Bach-Zelewski. När Goldensohn frågade von dem Bach-Zelewski om upproret i Warszawa 1944, hävdade denne att han gjort betydande humana insatser i Warszawa i räddandet av polska kvinnor och barn, vilka annars skulle ha dödats på Himmlers order. von dem Bach-Zelewski hävdade att skändligheterna mot partisaner och judar i Sovjetunionen var Görings, Wilhelm Keitels, Arthur Nebes och andra personers ansvar. Själv påstod sig von dem Bach-Zelewski ha räddat livet på 10 000 judar genom att beordra dem att söka skydd i Pripjatträsken. von dem Bach-Zelewski sade sig även ha motsatt sig avrättning av partisaner. Goldensohn frågade von dem Bach-Zelewski vad han hade ägnat sig åt mellan maj och augusti 1945, då han gick under jorden. Intervjuobjektet angav då att han under dessa månader hade sökt efter sin familj men även efter Heinrich Himmler, vilken han hade för avsikt att skjuta. von dem Bach-Zelewski beskrev sig själv som anständig inför Goldensohn och yttrade:
| ”                                                    | Hela bandet – Hitler, Himmler, Göring, Frank, Rosenberg, för att nu bara nämna dem som var ansvariga i öster – har blod på sina händer. Men inte jag. | „ |
| – Erich von dem Bach-Zelewski, den 14 februari 1946. | |   |

Goldensohn beskriver i sin bok von dem Bach-Zelewski som inställsam och pompös, självbelåten och hycklande.

## Befordringar inom SS
Erich von dem Bach-Zelewski befordrades ett flertal gånger inom SS:
- Sturmführer: 20 juli 1931 (Efter de långa knivarnas natt 1934 fick graden benämningen Untersturmführer.)
- Sturmbannführer: 6 december 1931
- Standartenführer: 10 september 1932
- Oberführer: 6 oktober 1932
- Brigadeführer: 15 december 1933
- Gruppenführer: 11 juli 1934
- Generallöjtnant i polisen: 10 oktober 1941
- Obergruppenführer och general i polisen: 9 november 1941
- General i Waffen-SS: 1 juli 1944

## Utmärkelser
Erich von dem Bach-Zelewskis utmärkelser:
- Riddarkorset av Järnkorset: 30 september 1944
- Tyska korset i guld: 23 februari 1943
- Järnkorset av första klassen: 25 september 1918
- Järnkorset av andra klassen: 5 augusti 1915
- Krigsförtjänstkorset av första klassen med svärd
- Krigsförtjänstkorset av andra klassen med svärd
- Såradmärket i svart: 1918
- Antipartisanmärket i silver: november 1944
- Östfrontsmedaljen
- Ärekorset
- Schlesiska örnens orden av första klassen
- Danzigkorset av första klassen
- NSDAP:s partitecken i guld: 1939
- Braunschweigmötets utmärkelse (Abzeichen des SA Treffens Braunschweig 1931)
- NSDAP:s tjänsteutmärkelse i silver och brons
- Tyska riksidrottsutmärkelsen
- SA:s idrottsutmärkelse i brons
- SS Hederssvärd
- SS-Ehrenring (Totenkopfring)

### Notförteckning
1. 1 2 3 4  Miller, Michael D. & Collins, Gareth. ”SS-Obergruppenführer & General der Polizei (A–G)” (på engelska). Axis Biographical Research. Arkiverad från originalet den 22 februari 2012. https://www.webcitation.org/65dzFKoRd?url=http://www.geocities.com/~orion47/SS-POLIZEI/SS-Ogruf_A-G.html. Läst 22 februari 2012.
2. ↑  Till exempel Tomasz Żuroch-Piechowski i en artikel i "Tygodnik Powszechny" nr 39/2006 ( Arkiverad 19 februari 2009 hämtat från the Wayback Machine.) och Marek Dzięcielski Pomorskie sylwetki, Wydawnictwo Adam Marszałek, 2002, ISBN 83-7322-491-2
3. ↑  Goldensohn, sid. 291.
4. ↑  Goldensohn, sid. 283.
5. 1 2  Goldensohn, sid. 284.
6. ↑  Blood, sid. 41.
7. ↑  Evans 2005, s. 36.
8. ↑  Longerich, sid. 383.
9. ↑  Longerich, sid. 381.
10. ↑  Blood, sid. 75.
11. 1 2  Longerich, sid. 293.
12. ↑  Hilberg 1985, s. 332.
13. 1 2  Rees, sid. 85.
14. ↑  ”The Testimony of Erich Von Dem Bach Zelewski” (på engelska). The Nizkor Project. Arkiverad från originalet den 23 februari 2012. https://www.webcitation.org/65fwnqApz?url=http://www.nizkor.org/hweb/people/e/eichmann-adolf/transcripts/Testimony-Abroad/Erich_Von_Dem_Bach_Zelewski-01.html. Läst 23 februari 2012.
15. 1 2  Wistrich, sid. 6.
16. ↑  Trial of the Major War Criminals, sid. 474ff.
17. ↑  Goldensohn, sid. 9.
18. ↑  Goldensohn, sid. 286.
19. ↑  Goldensohn, sid. 290.
20. ↑  Goldensohn, sid. 283, 289.

### Källförteckning
- Ailsby, Christopher (2008). SS: Tredje rikets bödlar. Hallstavik: Svenskt militärhistoriskt bibliotek. ISBN 978-91-85789-08-5
- Bedürftig, Friedemann (2008). Tredje riket från uppgång till fall: en uppslagsbok. Stockholm: Ersatz. ISBN 978-91-88858-32-0
- Blood, Philip W. (2006) (på engelska). Hitler's Bandit Hunters: The SS and the Nazi Occupation of Europe. Dulles, Virginia: Potomac Books. ISBN 978-91-88858-32-0
- Evans, Richard J. (2005) (på engelska). The Third Reich in Power 1933–1939. London: Allen Lane. ISBN 0-713-996498
- Goldensohn, Leon (2005). Nürnbergrättegången: samtal med vittnen och anklagade. Stockholm: Fahrenheit. ISBN 91-975262-8-2
- Klee, Ernst (2007) (på tyska). Das Personenlexikon zum Dritten Reich (2). Frankfurt am Main: Fischer Taschenbuch Verlag. ISBN 978-3-596-16048-8
- Longerich, Peter (2009). Heinrich Himmler: en biografi. Stockholm: Norstedts. ISBN 978-91-1-302379-3
- Rees, Laurence (2007). Auschwitz: den slutgiltiga lösningen. Stockholm: Prisma. ISBN 978-91-518-4753-5
- Trial of the Major War Criminals before the International Military Tribunal. Nuremberg 14 November 1945 – 1 October 1946, "4", Nuremberg: International Military Tribunal, 1948
- Wistrich, Robert S. (2002) (på engelska). Who's Who in Nazi Germany. London: Routledge. ISBN 0-415-26038-8